# Maxim Maximowitsch Schtrauch

Grab von Maxim Schtrauch auf dem Nowodewitschi-Friedhof

Maxim Maximowitsch Schtrauch (russisch Максим Максимович Штраух; * 11. Februarjul. / 23. Februar 1900greg. in Moskau; † 3. Januar 1974 ebenda) war ein sowjetischer Theater- und Filmschauspieler.

## Leben
Schtrauch, Sohn eines Arztes, war schon als Kind vom Theater fasziniert. Mit acht Jahren lernte er den zwei Jahre älteren Sergei Eisenstein kennen; die beiden blieben bis zu Eisensteins Tod eng befreundet. Nach der Oktoberrevolution meldete sich Schtrauch 1918 freiwillig zur Roten Armee und diente dort drei Jahre lang. Ab 1921 spielte er in Moskau am Ersten Arbeitenden Theater des Proletkults (Первый рабочий театр Пролеткульта) und experimentierte dort gemeinsam mit den Regisseuren Walentin Smyschljajew (1891–1936) und Eisenstein mit neuen Formen des Avantgarde-Theaters. Bald war Schtrauch auch im Stummfilm tätig, wieder als enger Mitarbeiter Eisensteins: In Streik spielte er 1925 seine erste Filmrolle, bei Panzerkreuzer Potemkin (1926), Oktober (1927) und Die Generallinie (1929) war er Eisensteins Regieassistent. Außerdem assistierte er 1927 Michail Kaptschinski bei dessen Кафе Фанкони.
Von 1929 bis 1931 spielte Schtrauch am Wsewolod-Meyerhold-Theater  unter Leitung Meyerholds, danach gehörte er von 1932 bis 1950 zum Ensemble des Theaters der Revolution (Театр Революции), dessen künstlerischer Leiter er von 1938 bis 1942 war. Von 1950 bis 1957 spielte Schtrauch am traditionsreichen Maly Theater, und 1958 kehrte er an das Theater der Revolution zurück, das mittlerweile den Namen Majakowski-Theater trug. Dort arbeitete er auch als Regisseur.
Neben seiner Theaterarbeit war er auch nach wie vor im sowjetischen Kino präsent. Besonders populär wurden seine Darstellungen Lenins. Schtrauch verkörperte den Revolutionsführer erstmals 1938 in Sergei Jutkewitschs Der Mann mit dem Gewehr und danach noch in fünf weiteren Filmen, darunter Jutkewitschs Erzählungen über Lenin (1957) und Lenin in Polen (1966).
Schtrauch erhielt dreimal den Stalinpreis (1949 und 1951 für seine Theaterarbeit, 1951 außerdem für seine Filmrolle in Заговор обречённых) sowie 1959 den Leninpreis (für Erzählungen über Lenin) und wurde 1965 mit dem Titel Volkskünstler der UdSSR geehrt.

## Filmografie
- 1925: Streik (Стачка) – Regie: Sergei Eisenstein
- 1929: Die Generallinie (Старое и новое / Генеральная линия) – Regie: Sergei Eisenstein
- 1930: Menschen-Arsenal (Привидение, которое не возвращается) – Regie: Abram Room
- 1930/31: Государственный чиновник – Regie: Iwan Pyrjew
- 1932: Для вас найдется работа – Regie: Ilja Trauberg
- 1933: Der Deserteur (Дезертир) – Regie: Wsewolod Pudowkin
- 1934: Четыре визита Самуэля Вульфа – Regie: Alexander Stolper
- 1934/35: Строгий юноша – Regie: Abram Room
- 1934/35: Живой бог – Regie: Michail Werner und Dmitri Wassiljew
- 1938: Doktor Aibolit (Доктор Айболит) – Regie: Wladimir Nemoljajew
- 1938: Der Mann mit dem Gewehr (Человек с ружьем) – Regie: Sergei Jutkewitsch
- 1938/39: Die Wyborger Seite / Auf der Wyborgseite (Выборгская сторона) – Regie: Grigori Kosinzew und Leonid Trauberg
- 1940: Der erste Präsident (Яков Свердлов) – Regie: Sergei Jutkewitsch
- 1942: Боевой киносборник № 11 – Regie: Ilja Trauberg u. a.
- 1942: Suche Bator / Man nannte ihn Suche-Bator (Его зовут Сухэ-Батор) – Regie: Iossif Cheifiz und Alexander Sarchi
- 1942/43: Юный Фриц – Regie: Grigori Kosinzew und Leonid Trauberg
- 1943: Два бойца – Regie: Leonid Lukow
- 1946: Der Schwur (Клятва) – Regie: Micheil Tschiaureli
- 1947: Liebe siegt (Старинный водевиль) – Regie: Igor Sawtschenko
- 1948/49: Ehrengericht (Суд чести) – Regie: Abram Room
- 1949/50: Die Stalingrader Schlacht (Сталинградская битва) – Regie: Wladimir Petrow (2 Teile)
- 1950: Der Fall von Berlin (Падение Берлина) – Regie: Micheil Tschiaureli (2 Teile)
- 1950: Заговор обречённых – Regie: Michail Kalatosow
- 1956: Akte 306 (Дело № 306) – Regie: Anatoli Rybakow
- 1956: Убийство на улице Данте – Regie: Michail Romm
- 1957: Leningrader Sinfonie (Ленинградская симфония) – Regie: Sachar Agranenko
- 1957/58: Erzählungen über Lenin (Рассказы о Ленине) – Regie: Sergei Jutkewitsch
- 1966: Lenin in Polen (Ленин в Польше) – Regie: Sergei Jutkewitsch